# Андерлехт
А́ндерлехт (нидерл. Anderlecht, фр. Anderlecht, Андерле́кт) — одна из девятнадцати коммун, образующих Брюссельский столичный регион. Находится в западной части Брюссельской агломерации, граничит с семью коммунами (по часовой стрелке): Моленбек-Сен-Жан, город Брюссель, Сен-Жиль, Форе, Дрогенбос, Синт-Питерс-Леув и Дилбек (первые четыре коммуны — брюссельские, остальные — фламандские).

## История

### Средние века
Первые следы деятельности человека на правом берегу реки Сенн, относятся к каменному и бронзовому векам. Также были обнаружены остатки римской виллы и франкского некрополя на территории Андерлехта. Первое упоминание о имени Андерлехт относится только к 1047 году и представлено в форме Anrelech, затем Andrelet (1111), Andreler (1148) и Anderlech (1186). В то время в этом районе уже существовал общины каноников и два феодальных поместья, принадлежащих могущественным лордам Аа и Андерлехта.
В 1356 году граф Фландрии Луи II сражался против Брюсселя на территории Андерлехта в так называемой битве при Шюте, предположительно из-за денежных вопросов. Хотя он победил свою свояченицу, герцогиню Брабанта, Жанну, и временно получил её титул, она восстановила его на следующий год с помощью Карла IV, Святого Римского Императора.
В 1393 году устав Жанны включил Андерлехт в состав Брюсселя. Также в это время церковь святого Ги была перестроена в брабантском готическом стиле над более ранним романским склепом.

### 15-18 века
Деревня Андерлехт стало центром культуры в XV и XVI веках. В 1521 году здесь несколько месяцев проживал известный гуманист и богослов Эразм Роттердамский. Также здесь имел своё место проживания Карл, герцог Омальский и Верховный охотник Франции
XVII и XVIII века были отмечены войнами между Нидерландами и Францией. Во время Девятилетней войны северная часть Андерлехта, высокое место Шют, стало местом, откуда произошла бомбардировка Брюсселя в 1695 году. Вместе с последующим пожаром, это было самое разрушительное событие в истории всего Брюсселя. 13 ноября 1792 года, сразу после битвы при Жемап, генерал Дюмурье и французская революционная армия снова разгромили австрийцев в Андерлехте. В качестве последствий было расформировано капитулу каноников, и Андерлехт был провозглашен независимой муниципалитетом французами.
К концу XVIII века Андерлехт, включая его пригороды, простиравшиеся до городских стен Брюсселя, насчитывал около 2000 жителей. В Шюте, на месте Картаузианского монастыря, стояла часовня под названием "Богоматерь Шюта" (Our Lady of Scheut). Её прекрасное местоположение посреди рощи сделало это место очень популярным на тот период времени.

### 19 и последующие века
В XIX веке наблюдался замечательный рост населения, главным образом, из-за близости к быстро расширяющемуся Брюсселю. В 1828 году была проложена дорога Шоссе де Нинов (Ninoofsesteenweg) через территорию бывшего монастыря Картаузиан. Население увеличилось в десять раз между 1830 и 1890 годами и удвоилось ещё раз между 1890 и 1910 годами. Вдоль Шоссе де Монс (Bergensesteenweg) и канала Брюссель-Шарлеруа были образованы промышленные и рабочие районы, связавшие центр Андерлехта с Курегемом.
Замечательные новые урбанистические проекты и садовые города, такие как La Roue/Het Rad, Moortebeek и Bon Air/Goede Lucht, были построены в начале XX века для размещения прибывших жителей. После Второй мировой войны некоторые оставшиеся зеленые зоны в муниципалитете также были заменены масштабной городской реконструкцией в соответствии с принципами современного Афинского устава и парковой системы, такими как жилищные проекты Scherdemael, Peterbos и Marius Renard в верхнем городе, и Aurore возле канала.

## География

### Местоположение
Андерлехт расположен в северо-центральной части Бельгии, примерно в 110 км от побережья Бельгии и примерно в 180 км  от южной границы Бельгии. Он расположен в самом сердце Брабантского плато, примерно в 45 км к югу от Антверпена (Фландрия) и в 50 км к северу от Шарлеруа (Валлония). Это самый западный муниципалитет Брюссельского столичного региона и важный пункт пересечения канала Брюссель-Шарлеруа, который делит муниципалитет на две части с запада. Имея площадь 17,91 км2 , он также является третьим по величине муниципалитетом в регионе после городов Брюсселя и Уккеля. Он граничит с городами Брюссель, Форест, Моленбек-Сен-Жан и Сен-Жиль, а также с фламандскими муниципалитетами Дилбек и Синт-Питерс-Леу.

### Климат
В Андерлехте, как и в остальной части Брюсселя, океанический климат с теплым летом и прохладной зимой. Близость к прибрежным районам влияет на климат района, посылая морские воздушные массы с Атлантического океана. Близлежащие водно-болотные угодья также обеспечивают морской умеренный климат. В среднем (по измерениям за период 1981–2010 гг.) в регионе бывает примерно 135 дождливых дней в году. Снегопад бывает нечасто, в среднем 24 дня в году. В летние месяцы здесь также часто бывают сильные грозы.

## Достопримечательности
Андерлехт имеет богатое культурное и архитектурное наследие. Некоторые из основных достопримечательностей включают в себя:
- Соборная церковь Святых Петра и Святых Гвидо расположена в историческом центре муниципалитета, на северной стороне главной площади площади Вайланс/Дапперхейдсплейн. В нем находится могила святого Гая Андерлехтского. Его склеп датируется 10 веком и является одним из старейших в Бельгии. Однако строительство церкви датируется 1350 годом и позднее, при этом большая часть видимой в настоящее время архитектуры представляет стиль Оги (15–16 век). Строительство башни началось в 1517 году, но остановилось на квадратной части до балкона и не было завершено до 1898 года
- Дом Эразма, построенный между 1460 и 1515 годами, с его лечебным и философским садами. Прямо рядом с церковью в старом бегинаже находится краеведческий музей. Оба учреждения теперь управляются совместно как Дом Эразма и Музеи Бегинажа.
- Национальный музей Сопротивления, в котором прослеживается история бельгийского Сопротивления и немецкой оккупации Бельгии во время Второй мировой войны.
- Музей Китая - Шойт, в котором хранятся документы и экспонаты, привезенные в Европу конгрегацией миссионеров Шойта, в том числе бронзовый Будда 15 века.
- Музей Мориса Карема в Maison Blanche, где жил и писал бельгийский поэт.
- Луизенмолен в Неерпеде, копия старой ветряной мельницы, которая когда-то стояла на этом месте.
- Подвалы Кюрегем, подземный комплекс кирпичных пещер ручной работы с романскими сводами, колоннами и арками, первоначально на месте скотного рынка, покрытого конструкцией крыши из кованого железа в 1890-е гг. Подвалы были основой для верхнего строения до 1930-х годов, после чего городской совет решил использовать их более эффективно. Оказалось выгоднее выращивать грибы в темных и сырых подземных помещениях для местного потребления. Он перестал использоваться как рынок крупного рогатого скота, но в 1984 году зал официально был внесен в список бельгийских памятников. Из-за своей характерной архитектуры и уникальной планировки он был отремонтирован и преобразован частной компанией Abattoir SA. С 1992 года он служит привлекательной и функциональной площадкой для различных частных, корпоративных или общественных мероприятий и мероприятий. Одной из них была анатомическая экспозиция «Миры тела» (нем. Körperwelten) доктора Гюнтера фон Хагенса, которая проходила в подвалах с 2008 по 2009 год и привлекла более 500 000 посетителей.
- Пивоварня Cantillon, музей гозе, созданный в пивоварне.
- Музей медицины, расположенный в кампусе Erasme/Erasmus Свободного университета Брюсселя.
- Статуя Жан-Клода Ван Дамма, расположенная на бульваре Сильвен Дюпюи/Сильвен Дюпюислан, недалеко от торгового центра.

## Спорт
В спортивном мире коммуна известна благодаря одноимённому футбольному клубу.
Андерлехт является домом для футбольного клуба RSC Anderlecht, самой успешной бельгийской футбольной команды в европейских соревнованиях, а также в Первом бельгийском дивизионе с 34 титулами. Домашним стадионом клуба является стадион «Констант Ванден Сток», расположенный в парке Астрид. Цвета команды — белый и фиолетовый.

## События
Ежегодная ярмарка в Андерлехте, первоначально ярмарка крупного рогатого скота, была санкционирована Вильгельмом II из Нидерландов в 1825 году. С тех пор она приняла форму серии торжеств, которые по-прежнему включают в себя шоу животных, а также большой рынок, цветочное шоу, и воссоздание крестного хода в честь Святого Гая.

## Галерея
- Церковь Св. Петра и Св. Гвидо
- Двор бегинок
- Район-сад Мортебек
- Метро Sint-Guido/Saint-Guidon